# Marisa Viniars
Marisa Viniars, seudónimo de María Débora Wiarska de Jiménez (Polonia, 27 de noviembre de 1927-1990), fue una escritora y traductora uruguaya de origen polaco.
Fue colaboradora de la publicación Gaceta de Uruguay que fue publicada en Montevideo entre 1955 y 1957.
Entre sus obras se encuentra La tierra prometida publicada en 1952, sobre la inmigración judía con portada de Susana Turiansky.